# Haselbacher Teiche
Das Naturschutzgebiet Haselbacher Teiche liegt im Landkreis Altenburger Land in Thüringen. Es erstreckt sich östlich des Kernortes Haselbach. Am östlichen Rand des Gebietes fließt die Pleiße, nördlich verläuft die Landesgrenze zu Sachsen, östlich verläuft die B 93.

## Bedeutung
Das 125 ha große Gebiet mit der NSG-Nr. 398 wurde im Jahr 2012 unter Naturschutz gestellt. 